# Liste d'élections en 1921
Chronologie des élections
- 1917
- 1918
- 1919
- 1920
- 1921
- 1922
- 1923
- 1924
- 1925

Cette liste recense les élections organisées durant l'année 1921. Elle inclut les élections législatives et présidentielles nationales dans les États souverains, ainsi que les principaux référendums.

## Par mois

### Février
| Date      | Pays           | Élections    | Notes | Résultats |
| --------- | -------------- | ------------ | --- | --- |
| 8 février | Afrique du Sud | Législatives | L'Afrique du Sud à cette date est un dominion de l'Empire britannique, de facto indépendant. Le droit de vote diffère selon les provinces : suffrage masculin censitaire ou non. Dans la province du Cap, certains noirs ont le droit de vote, tandis que dans les provinces afrikaners de l'est du pays, seuls les blancs peuvent voter. | Les deux partis de centre-droit loyalistes du gouvernement de coalition ont fusionné, le Parti unioniste (qui représente notamment les anglophones) se fondant dans le Parti sud-africain (jusque là afrikaner). Ce parti remporte la majorité absolue des sièges, et Jan Smuts demeure Premier ministre. |

### Mars
| Date   | Pays  | Élections    | Notes | Résultats |
| ------ | ----- | ------------ | ----- | --- |
| 6 mars | Chili | Législatives |       | L'Alliance libérale, constituée du Parti radical (centre-gauche humaniste, laïc), du Parti libéral (libéral, laïc) et du Parti démocrate (social-libéral), conserve la majorité absolue des sièges. |

### Avril
| Date     | Pays    | Élections    | Notes | Résultats |
| -------- | ------- | ------------ | --- | --- |
| 21 avril | Albanie | Législatives | L'Albanie a obtenu son indépendance en 1912 par un soulèvement contre les Turcs. Les citoyens élisent les électeurs qui élisent le Parlement. | Parlement sans majorité. Le Parti progressiste et le Parti populaire y sont les deux principales forces. Ilias Bey Vrioni demeure Premier ministre. |

### Mai
| Date   | Pays           | Élections    | Notes | Résultats |
| ------ | -------------- | ------------ | --- | --- |
| 15 mai | Italie         | Législatives | | Parlement sans majorité. Alternance. Le Parti socialiste (marxiste) recule du fait de la défection des communistes mais demeure le premier parti à la Chambre des députés avec un peu moins d'un quart des sièges. Il demeure dans l'opposition : Ivanoe Bonomi (Parti socialiste réformiste : centre-gauche) devient président du Conseil (Premier ministre) à la tête d'un gouvernement de coalition incluant le Parti populaire (centre-droit conservateur, chrétien-démocrate), le Parti libéral (centre-droit libéral-conservateur), le Parti libéral démocratique (centre social-libéral) et le Parti social-démocrate (centre-gauche social-libéral). Le Bloc national, alliance de partis de centre-droit et de la ligue fasciste, a moins d'un siège sur cinq à la Chambre. En février 1922, alors que les fascistes multiplient les actes de violence, le gouvernement de coalition se réorganise et le libéral Luigi Facta devient président du Conseil. Durant la marche sur Rome des fascistes en octobre, il demande au roi Victor-Emmanuel III d'approuver sa proposition de décréter l'état de siège. Le roi refuse, Luigi Facta et son gouvernement démissionnent, et le roi confie au chef fasciste Benito Mussolini la charge de former un gouvernement. Le gouvernement Mussolini, qui associe aux fascistes le Parti populaire, des sociaux-démocrates et des libéraux, reçoit la confiance du Parlement. |
| 24 mai | Irlande du Sud | Législatives | Du point de vue de Londres et des partis unionistes en Irlande, l'Irlande du Sud fait toujours partie du Royaume-Uni de Grande-Bretagne et d'Irlande et ces élections constituent la mise en application de son autonomie au sein du Royaume-Uni avec la constitution de la Chambre des communes d'Irlande du Sud. Du point de vue des nationalistes irlandais radicaux qui mènent alors la guerre d'indépendance irlandaise, ces élections permettent de constituer son parlement indépendant, le Dáil Éireann. | Dans le contexte des violences de la guerre d'indépendance, les unionistes et les nationalistes modérés renoncent à présenter des candidats contre ceux du Sinn Féin (nationalistes radicaux), qui sont donc tous déclarés élus sans élection. Le traité de Londres signé le 6 décembre met fin à la guerre d'indépendance et aboutit à la naissance de l'État libre d'Irlande. |

### Juillet
| Date       | Pays     | Élections    | Notes | Résultats |
| ---------- | -------- | ------------ | ----- | --- |
| 10 juillet | Portugal | Législatives |       | Le nouveau Parti républicain libéral (centre-droit libéral-conservateur) remporte la majorité relative des sièges dans les deux chambres, manquant de peu la majorité absolue. António Granjo (PLR) devient Premier ministre. Il est renversé par un coup d'État militaire le 30 septembre et assassiné lors de la « nuit sanglante » le 19 octobre. |

### Septembre
| Date               | Pays  | Élections    | Notes | Résultats |
| ------------------ | ----- | ------------ | --- | --- |
| 10 au 26 septembre | Suède | Législatives | Premières élections au suffrage universel, masculin et féminin, au lieu du suffrage censitaire masculin. Élections anticipées, celles de 1920 n'ayant pas permis la formation d'un gouvernement. | Le Parti social-démocrate des travailleurs (centre-gauche) demeure la première force au Riksdag et accroît sa majorité relative des sièges. Il retrouve le pouvoir et Hjalmar Branting forme un gouvernement minoritaire. |

### Octobre
| Date       | Pays    | Élections    | Notes                                                    | Résultats |
| ---------- | ------- | ------------ | -------------------------------------------------------- | --- |
| 24 octobre | Norvège | Législatives | Premières élections à la représentation proportionnelle. | Parlement sans majorité. L'alliance du Parti conservateur (droite libéral-conservatrice) et du Parti libéral autonome (centre-droit libéral-conservateur) remporte un peu plus d'un tiers des sièges, devenant la première force au Parlement. Otto Blehr demeure toutefois Premier ministre malgré le net recul de son Parti libéral (centre-gauche social-libéral, progressiste). |

### Novembre
| Date        | Pays     | Élections    | Notes                                                                                     | Résultats |
| ----------- | -------- | ------------ | ----------------------------------------------------------------------------------------- | --- |
| 20 novembre | Belgique | Législatives | Le gouvernement d'union sacrée d'après-guerre a pris fin avec le départ du Parti ouvrier. | Parlement sans majorité. L'Union catholique (conservatrice, catholicisme social) a un peu plus d'un tiers des sièges, devançant de très peu le Parti ouvrier (gauche socialiste). Georges Theunis (Union catholique) devient Premier ministre, formant un gouvernement de coalition avec le Parti libéral (centre-gauche libéral). |

### Décembre
| Date              | Pays           | Élections    | Notes                                                  | Résultats |
| ----------------- | -------------- | ------------ | ------------------------------------------------------ | --- |
| 6 décembre        | Canada         | Législatives |                                                        | Alternance. Le Parti libéral (centre-gauche libéral) remporte tout juste la majorité absolue des sièges à la Chambre des communes. William Lyon Mackenzie King devient Premier ministre.                           |
| 23 au 28 décembre | RSFS de Russie | Législatives | Élection du Congrès des soviets de toutes les Russies. | Si une certaine diversité de courants est encore tolérée, le Parti communiste (bolchévique) remporte la majorité écrasante des sièges. L'Union des républiques socialistes soviétiques est fondée un an plus tard. |